# Steve Ngoura
Steve Ngoura (Ivry-sur-Seine, 22 februari 2005) is een Frans voetballer met Kameroense roots die sinds januari 2025 onder contract ligt bij Cercle Brugge. 

## Clubcarrière
Ngoura genoot zijn jeugdopleiding bij ES Vitry, AS Choisy-le-Roi en Le Havre AC. In het seizoen 2021/22 stroomde hij door naar het beloftenelftal van Le Havre, dat toen uitkwam in de Championnat National 3. Op 6 augustus 2022 maakte hij zijn officiële debuut voor het eerste elftal van de club: in de competitiewedstrijd tegen Valenciennes FC (1-0-nederlaag) liet trainer Luka Elsner hem in de 85e minuut invallen. In juni 2023 ondertekende Ngoura zijn eerste profcontract bij Le Havre, dat hem tot 2026 aan de club verbond.
In januari 2025 maakte de Franse spits de overstap naar de Belgische eersteklasser Cercle Brugge, waar hij een contract tot medio 2028 met optie op een extra seizoen ondertekende.

## Clubstatistieken
| Seizoen         | Club            | Land               | Competitie             | Competitie | Competitie | Beker | Beker | Supercup | Supercup | Europees | Europees | Totaal | Totaal |
| Seizoen         | Club            | Land               | Competitie             | Wed.       | Dlp.       | Wed.  | Dlp.  | Wed.     | Dlp.     | Wed.     | Dlp.     | Wed.   | Dlp.   |
| --------------- | --------------- | ------------------ | ---------------------- | ---------- | ---------- | ----- | ----- | -------- | -------- | -------- | -------- | ------ | ------ |
| 2021/22         | Le Havre AC B   | Vlag van Frankrijk | Championnat National 3 | 6          | 1          | —     | —     | —        | —        | —        | —        | 6      | 1      |
| 2022/23         | Le Havre AC B   | Vlag van Frankrijk | Championnat National 3 | 15         | 3          | —     | —     | —        | —        | —        | —        | 15     | 3      |
| 2022/23         | Le Havre AC     | Vlag van Frankrijk | Ligue 1                | 1          | 0          | 0     | 0     | —        | —        | —        | —        | 1      | 0      |
| 2023/24         | Le Havre AC B   | Vlag van Frankrijk | Championnat National 3 | 12         | 4          | —     | —     | —        | —        | —        | —        | 12     | 4      |
| 2023/24         | Le Havre AC     | Vlag van Frankrijk | Ligue 1                | 12         | 0          | 3     | 1     | —        | —        | —        | —        | 15     | 1      |
| 2024/25         | Le Havre AC     | Vlag van Frankrijk | Ligue 1                | 8          | 0          | 0     | 0     | —        | —        | —        | —        | 8      | 0      |
| 2024/25         | Cercle Brugge   | Vlag van België    | Jupiler Pro League     | 0          | 0          | 0     | 0     | —        | —        | 0        | 0        | 0      | 0      |
| Carrière totaal | Carrière totaal | Carrière totaal    | Carrière totaal        | 54         | 8          | 3     | 1     | 0        | 0        | 0        | 0        | 57     | 9      |

Bijgewerkt op 5 januari 2025.

## Interlandcarrière
Ngoura werd in juli 2024 geselecteerd voor het EK onder 19 in Noord-Ierland. Sarr speelde mee in de eerste twee groepswedstrijden, alsook in de halve finale en in de verloren finale tegen Spanje.
1 Warleson ·
2 Diakité ·
3 Utkus ·
4 Gomis ·
5 Perrin ·
6 Agyekum ·
7 Efekele ·
8 Nunes ·
10 Augusto ·
11 Minda ·
13 Brunner ·
14 Mpanzu ·
15 Magnée ·
17 Francis ·
18 Miangue ·
20 Nazinho ·
21 Delanghe ·
22 Bayo ·
23 Jurado ·
27 De Wilde ·
28 Van der Bruggen ·
30 Bruninho ·
34 Somers  ·
66 Ravych ·
76 Lietaert ·
77 Ngoura ·
84 Langenbick ·
89 Room ·
90 Kakou ·
99 Ouattara ·
Coach: De Wulf 